# Olof Tamm
Olof Filip Sebastian Tamm, född 8 mars 1891 på Tvetaberg i Tveta socken, Södermanland, död 16 augusti 1973, var en svensk geolog och markvetare. Han var professor i skoglig marklära vid Skogshögskolan i Stockholm (numera tillhörande Sveriges lantbruksuniversitet) 1938–1957. Han var son till domänintendenten Oscar Tamm (1844-1916) och gift med Ingegärd Bergman (1892-1987), dotter till professor Johan Bergman. Hans syster Ingeborg Hegardt var en kort period riksdagsledamot och även hans systrar Hildegard Tamm, Alfhild Tamm och Märta Tamm-Götlind kom att utmärka sig.
Tamm disputerade 1920 på avhandlingen Markstudier i det nordsvenska skogsområdet. Den anses som ett pionjärarbete när det gäller svenska podsoljordar. Tamm gjorde noggranna studier av norrländska podsoler; han klassificerade dem, gjorde beräkningar bland annat av jordprofilernas ålder samt belyste betydelsen av skogsbränder för vegetationens sammansättning och jordarnas egenskaper. Under 1920-talet utvecklade Olof Tamm den så kallade oxalatmetoden för att bestämma halten av utfällda järn- och aluminiumföreningar i jord, en metod som fortfarande används internationellt inom geokemin. Han var också en uppskattad lärare på Skogshögskolan och på KTH, och han utgav läroboken Den nordsvenska skogsmarken 1940.
Tamm blev ledamot av lantbruksakademien 1932 och var också utländsk ledamot av de norska och franska vetenskapsakademierna.

## Utmärkelser
- Kommendör av Kungl. Nordstjärneorden, 1957.[5]
- Riddare av 1:a klassen av Kungl. Vasaorden, 1933.